# ネオタントラ
ネオタントラ（英: Neotantra、サンスクリット語: नवतन्त्र ）またはタントラ的セクシュアリティ（英: tantric sexuality）は、南アジアのタントラ、タントリズムの現代的、西洋的バリエーションであり、ニューエイジと伝統的なヒンドゥー教と仏教のタントラの現代的な解釈が含まれる。しばしば新宗教に関連する。タントラで伝統的に行われてきた性ヨーガ（性瑜伽。男女の性行為を導入した瞑想法）とは別の用語である。
ネオタントラの支持者の中には、古代の伝統的なテキストや原則を参照するものもあれば、タントラを「聖なる性」のあらゆる状況に対応できる言い回しとして使用し、非正統的な実践を組み込むこともある。加えて、インドのタントラ的実践のすべての要素、特にグルへの帰依がネオタントラで用いられるわけではない。ネオタントラはタントラの伝統への関心が西洋で発展したもので、その認識はタントラの伝統から著しく逸脱している。性行為に対する西洋の抑圧的な態度を正すために、性行為と霊性・精神性（スピリチュアリティ）を組み合わせた「エクスタシーのカルト」(cult of ecstasy)と見られた。そのため、現代の多くの者にとって、「タントラ」は、「スピリチュアルな性行為」(spiritual sex)または「聖なる性」(sacred sexuality)と同義であり、性行為は参加者をより高い霊性・精神的階層に昇格させることが出来る聖なる行為として認識されるべきであるという考え方である。